# Polistes townsvillensis
Polistes townsvillensis är en getingart. Polistes townsvillensis ingår i släktet pappersgetingar, och familjen getingar. Utöver nominatformen finns också underarten P. t. austrinus.